# Quentin G. M. Smythe
Quentin George Murray Smythe VC (6 d'agost de 1916 - octubre de 1997) era un militar sud-africà que té la Creu Victòria, la més alta condecoració al valor militar a la Gran Bretanya i, per extensió, a la Commonwealth.
Als 25 anys, era un sergent de les Forces Sudafricanes de la Segona Guerra Mundial quan va guanyar la Creu Victòria. Ho va fer per una batalla al 5 de juny de 1942 a l'àrea d'Alem Hamza, al Desert Occidental d'Egipte. Ell, ferit, va agafar el domini sobre la seva tropa i va atacar i capturar molts enemics d'una posició anti-tanc. Això va sortir als mitjans de comunicació (London Gazzete de l'11 de setembre de 1942).
Posteriorment arribaria al rang de Capità. Va morir de càncer el 1997 a Durban, Sud-àfrica. Després de ser militar, exercí de granger. Era un conservacionista i un amant dels animals. Només hi va haver tres sud-africans més que van aconseguir la Creu Victòria a la Segona Guerra Mundial.